# Pseudencyrtoides cupressi
Pseudencyrtoides cupressi är en stekelart som beskrevs av Gordh och Trjapitzin 1975. Pseudencyrtoides cupressi ingår i släktet Pseudencyrtoides och familjen sköldlussteklar. Inga underarter finns listade i Catalogue of Life.